# Thomas Lamparter
Thomas Lamparter, né le 9 juin 1978 à Berne, est membre de l'équipe suisse de bobsleigh. En 2006 à Turin, il obtient une médaille olympique en bob à 4 avec Annen, Hefti et Grand.

## Palmarès

### Jeux olympiques
- Jeux olympiques d'hiver de 2006 à Turin ( Italie) :
  -  Médaille de bronze en bob à 4 avec Martin Annen

### Championnats monde
- Médaille d'or en 2007 en bob à 4
- Médaille d'argent en 2013 en bob à 2
- Médaille de bronze par équipes mixtes en 2007
- 8e en 2005 en bob à 2 avec Daniel Schmid
- 6e en 2005 en bob à 4 avec Ralph Rüegg

### Championnats d'Europe
- Médaille d'or en 2006 en bob à 4 avec Martin Annen
- Médaille d'or en 2010 en bob à 2
- Médaille d'or en 2013 en bob à 2
- Médaille d'argent en 2009 en bob à 2
- Médaille d'argent en 2010 en bob à 4
- Médaille d'argent en 2013 en bob à 4
- Médaille de bronze en 2007 en bob à 4
- Médaille de bronze en 2012 en bob à 2